# Női kosárlabda-világbajnokság
A női kosárlabda-világbajnokság a Nemzetközi Kosárlabda-szövetség (FIBA) által szervezett, négyévente megrendezésre kerülő nemzetközi kosárlabdatorna. A tornát általában szeptember környékén rendezik. A tornán a selejtezőket követően 16 nemzet válogatottja vesz részt.
Először 1953-ban rendeztek női vb-t. A legeredményesebb az amerikai csapat, amely 11 alkalommal győzött.

## Tornák

### Eredmények
- „Körmérkőzés” – a tornán a döntő körmérkőzéses rendszerből állt

| Év   | Helyszín      | Döntő              | Döntő       | Döntő              | Harmadik helyért   | Harmadik helyért | Harmadik helyért   |
| Év   | Helyszín      | Aranyérmes         | Eredmény    | Ezüstérmes         | Bronzérmes         | Eredmény         | Negyedik helyezett |
| ---- | ------------- | ------------------ | ----------- | ------------------ | ------------------ | ---------------- | ------------------ |
| 1953 | Chile         | · Egyesült Államok | körmérkőzés | · Chile            | · Franciaország    | körmérkőzés      | · Brazília         |
| 1957 | Brazília      | · Egyesült Államok | körmérkőzés | · Szovjetunió      | · Csehszlovákia    | körmérkőzés      | · Brazília         |
| 1959 | Szovjetunió   | · Szovjetunió      | körmérkőzés | · Bulgária         | · Csehszlovákia    | körmérkőzés      | · Jugoszlávia      |
| 1964 | Peru          | · Szovjetunió      | körmérkőzés | · Csehszlovákia    | · Bulgária         | körmérkőzés      | · Egyesült Államok |
| 1967 | Csehszlovákia | · Szovjetunió      | körmérkőzés | · Dél-Korea        | · Csehszlovákia    | körmérkőzés      | · NDK              |
| 1971 | Brazília      | · Szovjetunió      | körmérkőzés | · Csehszlovákia    | · Brazília         | körmérkőzés      | · Dél-Korea        |
| 1975 | Kolumbia      | · Szovjetunió      | körmérkőzés | · Japán            | · Csehszlovákia    | körmérkőzés      | · Olaszország      |
| 1979 | Dél-Korea     | · Egyesült Államok | körmérkőzés | · Dél-Korea        | · Kanada           | körmérkőzés      | · Ausztrália       |
| 1983 | Brazília      | · Szovjetunió      | 84–82       | · Egyesült Államok | · Kína             | 71–63            | · Dél-Korea        |
| 1986 | Szovjetunió   | · Egyesült Államok | 108–88      | · Szovjetunió      | · Kanada           | 64–59            | · Csehszlovákia    |
| 1990 | Malajzia      | · Egyesült Államok | 88–78       | · Jugoszlávia      | · Kuba             | 83–61 (h.u.)     | · Csehszlovákia    |
| 1994 | Ausztrália    | · Brazília         | 96–87       | · Kína             | · Egyesült Államok | 100–95           | · Ausztrália       |
| 1998 | Németország   | · Egyesült Államok | 71–65       | · Oroszország      | · Ausztrália       | 72–67            | · Brazília         |
| 2002 | Kína          | · Egyesült Államok | 79–74       | · Oroszország      | · Ausztrália       | 91–63            | · Dél-Korea        |
| 2006 | Brazília      | · Ausztrália       | 91–74       | · Oroszország      | · Egyesült Államok | 99–59            | · Brazília         |
| 2010 | Csehország    | · Egyesült Államok | 89–69       | · Csehország       | · Spanyolország    | 77–68            | · Fehéroroszország |
| 2014 | Törökország   | · Egyesült Államok | 77–64       | · Spanyolország    | · Ausztrália       | 74–44            | · Törökország      |
| 2018 | Spanyolország | · Egyesült Államok | 73–56       | · Ausztrália       | · Spanyolország    | 67–60            | · Belgium          |
| 2022 | Ausztrália    | · Egyesült Államok | 83–61       | · Kína             | · Ausztrália       | 95–65            | · Kanada           |

### Éremtáblázat
Az alábbi táblázat az 1953–2022 között megrendezett világbajnokságokon érmet nyert csapatokat tartalmazza.
(Az egyes számoszlopok legmagasabb értéke, vagy értékei vastagítással kiemelve.)
| Helyezés | Nemzet                    | Arany | Ezüst | Bronz | Összesen |
| 1.       | Amerikai Egyesült Államok | 11    | 1     | 2     | 14       |
| 2.       | Szovjetunió               | 6     | 2     | 0     | 8        |
| 3.       | Ausztrália                | 1     | 1     | 4     | 6        |
| 4.       | Brazília                  | 1     | 0     | 1     | 2        |
| 5.       | Oroszország               | 0     | 3     | 0     | 3        |
| 6.       | Csehország1               | 0     | 3     | 4     | 7        |
| 7.       | Kína                      | 0     | 2     | 1     | 3        |
| 8.       | Dél-Korea                 | 0     | 2     | 0     | 2        |
| 9.       | Spanyolország             | 0     | 1     | 2     | 3        |
| 10.      | Bulgária                  | 0     | 1     | 1     | 2        |
| 11.      | Chile                     | 0     | 1     | 0     | 1        |
|          | Japán                     | 0     | 1     | 0     | 1        |
|          | Jugoszlávia               | 0     | 1     | 0     | 1        |
| 14.      | Kanada                    | 0     | 0     | 2     | 2        |
| 15.      | Kuba                      | 0     | 0     | 1     | 1        |
|          | Franciaország             | 0     | 0     | 1     | 1        |
|          |                           |       |       |       |          |
| Összesen | Összesen                  | 19    | 19    | 19    | 57       |

- 1. Csehszlovákia eredményeivel.